# خواجه‌باشی‌سانان
خواجه‌باشی‌سانان (نام علمی: Dipsacales)، یکی از راسته‌های گیاهان است.
خواجه‌باشی‌سانان راسته‌ای از دولپه‌ای‌های نسبتاً پیشرفته است که شامل تیره‌های مهمی مانند آقطیان و خواجه‌باشیان و علف‌گربه‌ایان (Valerianaceae) می‌شود.